# Hohenfels (Oberpfalz)
Hohenfels település Németországban, azon belül Bajorországban. Lakosainak száma 2358 fő (2023. december 31.).

## Népesség
A település népessége az elmúlt években az alábbi módon változott:
| Lakosok száma | 785  | 1145 | 1379 | 2095 | 2053 | 2127 | 2144 | 2146 | 2262 | 2358 |
|               | 1875 | 1950 | 1975 | 1987 | 2012 | 2014 | 2016 | 2017 | 2021 | 2023 |